# Płoty (gromada)
Płoty – dawna gromada, czyli najmniejsza jednostka podziału terytorialnego Polskiej Rzeczypospolitej Ludowej w latach 1954–1972.
Gromady, z gromadzkimi radami narodowymi (GRN) jako organami władzy najniższego stopnia na wsi, funkcjonowały od reformy reorganizującej administrację wiejską przeprowadzonej jesienią 1954 do momentu ich zniesienia z dniem 1 stycznia 1973, tym samym wypierając organizację gminną w latach 1954–1972.
Gromadę Płoty z siedzibą GRN w mieście Płotach (nie wchodzącym w jej skład) utworzono – jako jedną z 8759 gromad na obszarze Polski – w powiecie łobeskim w woj. szczecińskim na mocy uchwały nr V/46/54 WRN w Szczecinie z dnia 5 października 1954. W skład jednostki weszły obszary dotychczasowych gromad Karczewie, Potuliniec, Wilczyniec, Wyszogóra i Kocierz (bez miejscowości Będkowo) ze zniesionej gminy Płoty oraz obszar dotychczasowej gromady Czarne ze zniesionej gminy Żerzyno w tymże powiecie. Dla gromady ustalono 16 członków gromadzkiej rady narodowej.
1 stycznia 1958 gromadę Płoty włączono do powiatu gryfickiego w tymże województwie.
31 grudnia 1959 do gromady Płoty włączono obszar zniesionej gromady Mechowo oraz miejscowości Bądkowo, Gostyń Łobeski i Gostyński Bród ze znoszonej gromady Modlimowo w tymże powiecie.
1 stycznia 1972 z gromady Płoty wyłączono miejscowości Krzywe, Truskolas i Wytok, włączając je do gromady Jasiel w tymże powiecie; do gromady Płoty włączono natomiast tereny o powierzchni 836,77 ha (w tym miejscowość Jarzysław) z miasta Płoty tamże.
Gromada przetrwała do końca 1972 roku, czyli do kolejnej reformy gminnej. 1 stycznia 1973 – tym razem w powiecie gryfickim – reaktywowano gminę Płoty.